# Poecilolycia obtusilamellata
Poecilolycia obtusilamellata is een vliegensoort uit de familie van de Lauxaniidae. De wetenschappelijke naam van de soort is voor het eerst geldig gepubliceerd in 1923 door Malloch.